# مانجو (بيدمونت)
مانجو هي بلدية في مقاطعة كونيو في منطقة بيدمونت الإيطالية تقع على بعد 60 كيلومتر (37 ميل) جنوب شرق تورينو و 60 كيلومتر (37 ميل) شمال شرق كونيو.
تقع مانجو على حدود البلديات التالية: كامو و Castino وكواتسولو و Cossano Belbo ونيف ونيفيجلي و Rocchetta Belbo و Santo Stefano Belbo وتريزو تينيلا.